# Artimpaza opacicollis
Artimpaza opacicollis là một loài bọ cánh cứng trong họ Cerambycidae.